# Glypta mutica
Glypta mutica är en stekelart som beskrevs av Joseph Augustine Cushman 1919. Glypta mutica ingår i släktet Glypta och familjen brokparasitsteklar. Inga underarter finns listade i Catalogue of Life.